# Foveosculum truncatum
Foveosculum truncatum là một loài tò vò trong họ Ichneumonidae.